# Distretto di Non Sila
Il distretto di Non Sila (in thailandese: โนนศิลา) è un distretto (amphoe) della Thailandia, situato nella provincia di Khon Kaen.